# ملولبة
الملولبة (الاسم العلمي:†Spirifer) هي جنس منقرض من عضديات الأرجل تتبع الفصيلة الملولبات من رتبة الملولبيات.

## أنواع الملولبة
- ملولبة ألبرتية
- ملولبة أورالية
- ملولبة ثنائية التثلم
- ملولبة ثنائية التفرع
- ملولبة زائفة
- ملولبة خنجرية
- ملولبة كاسكيدية
- ملولبة متموجة
- ملولبة مخمسة
- ملولبة مميزة